# Siegfried Matthies
Richard Siegfried Matthies (* 8. August 1937 in Radebeul; † 24. Februar 2023) war ein deutscher Physiker, dessen Beiträge zur Texturanalyse polykristalliner Medien unter anderem die geophysikalischen Forschungen zur Ausbreitungsgeschwindigkeit seismischer Wellen im Erdkern beförderten.

## Studium
Ab 1955 studierte Matthies Physik an der Staatlichen Universität Schdanow in Leningrad, wo er 1960 erfolgreich seine Diplomarbeit zu Formen des Elektronentransfers bei Atomkollisionen verteidigte. Dort lernte er auch seine spätere Frau Galina Wladimirowna Vinel  kennen, die ihm bis zu ihrem Tod  am 13. Februar 2013 als Ehefrau, Mutter der gemeinsamen zwei Kinder und kenntnisreiche Partnerin bei seinen wissenschaftlichen Arbeiten zur Seite stand. Es folgte ein Postgraduiertenstudium am Institut für Kernphysik der Lomonossow-Universität in Moskau, wo er unter anderem mit V. G. Neudachin, Yuri Fedorovich Smirnov und V. V. Balashov zusammenarbeitete und 1963 mit einer Dissertation über Nukleonen-Assoziationen in leichten Kernen promoviert wurde.

## Wissenschaftliche Laufbahn in der DDR
1964 nach Deutschland zurückgekehrt, wurde er am Zentralinstitut für Kernforschung der DDR (jetzt Helmholtz-Zentrum Dresden-Rossendorf) eingesetzt, wo er in Kooperation mit dem Wissenschaftlichen Forschungsinstitut für Atomreaktoren in Melekess, UdSSR an theoretischen Untersuchungen zu Einsatzmöglichkeiten von pastösen Kernbrennstoffen für mit flüssigem Natrium gekühlte schnelle Brutreaktoren und für den Kernbrennstoffwiederaufarbeitungszyklus arbeitete.
Von 1971 bis 1977 kehrte Matthies in die Sowjetunion zurück und arbeitete im Vereinigten Institut für Kernforschung in Dubna, wo er seine besonderen Fähigkeiten im Bereich der Mathematischen Physik weiterentwickelte und an der Übersetzung der von Lew Landau und Jewgeni Lifschiz verfassten Lehrbücher der theoretischen Physik aus dem Russischen ins Deutsche beteiligt war.
Durch seine theoretischen Kristallfelduntersuchungen in paramagnetischen Verbindungen Seltener Erden, verbunden mit den am PrFe3 in Dubna gemessenen Resultaten der Spin-Gitterwechselwirkung wurde er dann auch international wahrgenommen und 1976 zu einem Arbeitsaufenthalt an das Paul Scherrer Institut eingeladen.
1977 nach Dresden zurückgekehrt, habilitierte er sich an der Technischen Universität mit der Arbeit Beiträge zur Theorie des Kristallfeldes in Seltenerdverbindungen. Danach widmete er sich dem Forschungsbereich Texturuntersuchung polykristalliner Werkstoffe, wobei er die Ursache für die „Geister“ genannten, unerklärlichen Ergebnisse in den nach der von Hans-Joachim Bunge entwickelten Methode gefundenen Orientierungsdichteverteilungsfunktion (ODF) erkannte und in Zusammenarbeit mit seiner Ehefrau Galina eine neue Methode zur quantitativen Texturanalyse in polykristallinen Medien und deren Anwendung in der Materialforschung entwickelte. Dies war in den 1980er Jahren ein Hauptthema der Texturanalyse, zu dem er zahlreiche wissenschaftliche Artikel veröffentlichte.
Seine im Bereich der Materialforschung gewonnenen Erkenntnisse und die Entwicklung entsprechender Algorithmen brachten ihm dann weltweite Anerkennung und die Einladung zur Teilnahme an Forschungsprojekten in Frankreich und den USA ein.
1983 wurde er für seine wissenschaftlichen Leistungen mit dem Gustav-Hertz-Preis geehrt und 1984 zum Professor an der Akademie der Wissenschaften der DDR ernannt.

## Wiedervereinigung und Nachwendezeit
Mit dem Beitritt der DDR zur Bundesrepublik Deutschland am 3. Oktober 1990 und der im Einigungsvertrag, Artikel 38 festgelegten „Einpassung von Wissenschaft und Forschung“ in das bundesdeutsche System wurde auch das Zentralinstitut für Kernforschung Rossendorf abgewickelt, wodurch er, wie auch andere  Wissenschaftler der DDR, die Möglichkeit zur Weiterführung seiner Forschungsarbeiten in Deutschland verlor.
Der Solidarität international bekannter Wissenschaftler ist es dann zu danken, dass er durch die Einbindung in Forschungsprojekte und durch Lehraufträge weitere Beiträge zur Entwicklung der Kenntnisse auf dem Gebiet der Materialforschung leisten konnte (z. B. in Kalifornien, in Frankreich, der Schweiz und in Südkorea). Dabei entwickelte er unter anderem eine neue Methode zur quantitativen Bestimmung elastischer Eigenschaften in polykristallinem Material, die nicht nur die Orientierung, sondern auch die Form der Kristallite einbezieht. Von ihm in diesem Zusammenhang entwickelte Algorithmen, darunter die Williams-Imhof-Matthies-Vine (WIMV) Methode  und GeoMixSelf, wurden zur Grundlage verbreiteter Textur-Softwarepakete wie popLA, BEARTEX oder dem die Rietveld-Methode verwendenden MAUD.
Seine Erkenntnisse führten unter anderem zu einem besseren Verständnis der Anisotropie des Erdkerns, der Strukturen in der Erdkruste wie auch der anisotropen Schallwellenausbreitung im Ozean.
Dem „Andenken an Professor Siegfried Matthies“ als einem Pionier der Texturanalyse wurde im Dezember 2023 ein Beitrag im Fachjournal Journal of Applied Crystallography gewidmet.

## Schriften (Auswahl)
- S. Matthies: On the reproducibility of the orientation distribution function of texture samples from pole figures (Ghost phenomena). In: phys. stat. sol. (b). Band 92, Nr. 2, 1979, S. K135–K138, doi:10.1002/pssb.2220920254.
- S. Matthies, G. W. Vinel: On the Reproduction of the Orientation Distribution Function of Texturized Samples from Reduced Pole Figures Using the Conception of a Conditional Ghost Correction. In: phys. stat. sol. (b). Band 112, Nr. 2, 1982, S. K111–K114, doi:10.1002/pssb.2221120254.
- S. Matthies, G. W. Vinel, K. Helming: Standard distributions in texture analysis: maps for the case of cubic-orthorhombic symmetry. Akademie-Verlag, 1987.
- HR Wenk, T Takeshita, E Bechler, BG Erskine, S Matthies: Pure shear and simple shear calcite textures. Comparison of experimental, theoretical and natural data. In: Journal of Structural Geology. Band 9, Nr. 5–6, 1987, S. 731–745, doi:10.1016/0191-8141(87)90156-8.
- S. Matthies, H.-R. Wenk, G. W. Vinel: Some basic concepts of texture analysis and comparison of three methods to calculate orientation distributions from pole figures. In: J. Appl. Cryst. Band 21, 1988, S. 285–304, doi:10.1107/S0021889888000275.
- L. Lutterotti, S. Matthies, H.-R. Wenk, A. S. Schultz, J. W. Richardson, Jr.: Combined texture and structure analysis of deformed limestone from time-of-flight neutron diffraction spectra. In: Journal of Applied Physics. Band 81, 1997, S. 594–600, doi:10.1063/1.364220.
- H.-R. Wenk, S. Matthies, J. Donovan, D. Chateigner: BEARTEX: a Windows-based program system for quantitative texture analysis. In: J. Appl. Cryst. Band 31, 1998, S. 262–269, doi:10.1107/S002188989700811X.
- L. Lutterotti, Luca, H.-R. Wenk, S. Matthies: MAUD (Material Analysis Using Diffraction): a user friendly Java program for Rietveld Texture Analysis and more. In: Proceeding of the Twelfth International Conference on Textures of Materials (ICOTOM-12). NRC Research Press, 1999.
- L. Lutterotti, S. Matthies, H.-R. Wenk: MAUD: a friendly Java program for material analysis using diffraction. In: Newsletter of the CPD. Band 21, 1999, S. 14–15.
- H.-R. Wenk, S. Matthies, R. J. Hemley, H.-K. Mao, J. Shu: The plastic deformation of iron at pressures of the Earth's inner core. In: Nature. Band 405, 2000, S. 1044–1047, doi:10.1038/35016558.